# Tropidolaemus
Tropidolaemus är ett släkte av ormar som ingår i familjen huggormar.
Arterna är med en längd upp till en meter medelstora ormar. De förekommer i Sydostasien i skogar samt mangrove och klättrar i träd. Släktets medlemmar äter ödlor, mindre fåglar och mindre däggdjur. Honor föder levande ungar (ovovivipari).
Arter enligt Catalogue of Life:
- Tropidolaemus huttoni
- Tropidolaemus laticinctus
- Tropidolaemus wagleri

The Reptile Database listar ytterligare två arter:
- Tropidolaemus philippensis
- Tropidolaemus subannulatus